# キャロルトン (テキサス州)
キャロルトン（英: Carrollton）は、アメリカ合衆国テキサス州のダラス郡、デントン郡、コリン郡に跨る都市である。人口は13万3434人（2020年）。ダラスの北に位置している。
キャロルトンは、リロケート・アメリカによって2006年住みたい場所100傑の中に挙げられた。また同じく2006年、雑誌マネーのアメリカ合衆国における住みたい場所ランキングで19位に選ばれ、2008年には15位に上昇した。

## 歴史
キャロルトンとなった地域が最初の開拓されたのは、1842年にピーターズコロニー特許の中の一部にウィリアムとメアリーのラーナー夫妻が入った時だった。1844年、A・W・ペリーの家族がトリニティミルズ周辺の土地の権利を主張し、ウェイド・H・ウィットとの共同でそこに製粉所を建設した。
デントン郡にも入っていた開拓地北東部の家族集団としては、ファーノー、ジャクソン、モーガン、およびローなど大地主がいた。キャロルトンという名前はこれら開拓者の多くの者の故郷だったイリノイ州キャロルトンに因むものと考えられている。
キャロルトンの町の初期はほとんど農業で生活を立てていたが、1878年にトリニティミルズを通るダラス・ウィチタ鉄道が建設された後は、工業分野での成長を始めた。キャロルトンの重要性は、鉄道が1880年にジェイ・グールドによってデントンまで延伸されたときに強化された（ジェイ・グールドは1881年にこの線をミズーリ・カンザス・テキサス鉄道に売却した）。1885年までに町には製粉所、綿紡績所、2つの教会、1つの学校があり、人口は150人になっていた。1888年にセントルイス・サウスウェスタン鉄道がミズーリ・カンザス・テキサス鉄道と接続し、この町は家畜、綿花、綿の実、および穀物の出荷場所となり、北のトリニティミルズを凌ぐようになった。
1913年、キャロルトンは公式に自治体化され、W・F・ビンソンが初代市長に選ばれた。1912年から始まっていた砂利産業が市の姿を変え、1940年代には「穀物と砂利」の町になった。また煉瓦工場や酪農産業が出現し、1946年にはナショナル・メタル・プロダクツが市内に工場を造った。
第二次世界大戦後、市は急速に成長した。1950年の人口は1,610人に過ぎなかったが、1960年に4,242人、1970年には13,855人となった。この時点でダラス市が北部郊外への流出を始め、1970年から1980年の間の成長率は193％となり、人口40,595人となった。1983年には52,000人、1990年には82,169人、さらに2000年には109,576人にまで成長した。2005年の推計人口は122,699人となっている。

## 地理
キャロルトンは北緯32度59分24秒 西経96度53分36秒 / 北緯32.99000度 西経96.89333度に位置する。アメリカ合衆国国勢調査局に拠れば、市域全面積は36.6平方マイル (94.9 km2)、このうち陸地は36.5平方マイル (94.5 km2)、水域は0.2平方マイル (0.5 km2)で水域率は0.49％である。

### 気候
- 平均して最も暑い月は7月である。
- 過去最高気温は1980年の 112°F (44.4℃) だった。
- 平均して最も寒い月は1月である。
- 過去最高気温は1989年の 1°F (−17.2℃) だった。
- 5月が最も雨の多い月である。

キャロルトンは温暖湿潤気候（ケッペンの気候区分"Cfa"）に属すると考えられている。

## 人口動態
以下は2000年の国勢調査による人口統計データである。
| 基礎データ - 人口: 120,150人（2007年） - 世帯数: 39,136世帯 - 家族数: 28,921家族 - 人口密度: 1,160.1人/km2（3,004.7人/mi2） - 住居数: 40,458軒 - 住居密度: 428.3軒/km2（1,109.4軒/mi2） 人種別人口構成 - 白人: 71.88% - アフリカン・アメリカン: 6.26% - ネイティブ・アメリカン: 0.46% - アジア人: 10.90% - 太平洋諸島系: 0.07% - その他の人種: 7.71% - 混血: 2.72% - ヒスパニック・ラテン系: 19.53% 年齢別人口構成 - 18歳未満: 28.3% - 18-24歳: 8.0% - 25-44歳: 37.1% - 45-64歳: 21.53% - 65歳以上: 5.2% - 年齢の中央値: 33歳 - 性比（女性100人あたり男性の人口） - 総人口: 98.1 - 18歳以上: 96.2 | 世帯と家族（対世帯数） - 18歳未満の子供がいる: 41.3% - 結婚・同居している夫婦: 60.1% - 未婚・離婚・死別女性が世帯主: 9.9% - 非家族世帯: 26.1% - 単身世帯: 20.1% - 65歳以上の老人1人暮らし: 2.9% - 平均構成人数 - 世帯: 2.78人 - 家族: 3.25人 収入と家計 - 収入の中央値 - 世帯: 62,406 米ドル - 家族: 68,672米ドル - 性別 - 男性: 45,469米ドル - 女性: 32,997米ドル - 人口1人あたり収入: 26,746米ドル - 貧困線以下 - 対人口: 5.6% - 対家族数: 4.1% - 18歳未満: 7.4% - 65歳以上: 6.3% |

キャロルトンにはテキサス州でも最大級の韓国人社会がある。韓国系アメリカ人の市場は異なる場所にあり、事業や教会も市中心部に多い。

## 政治

### 市政府

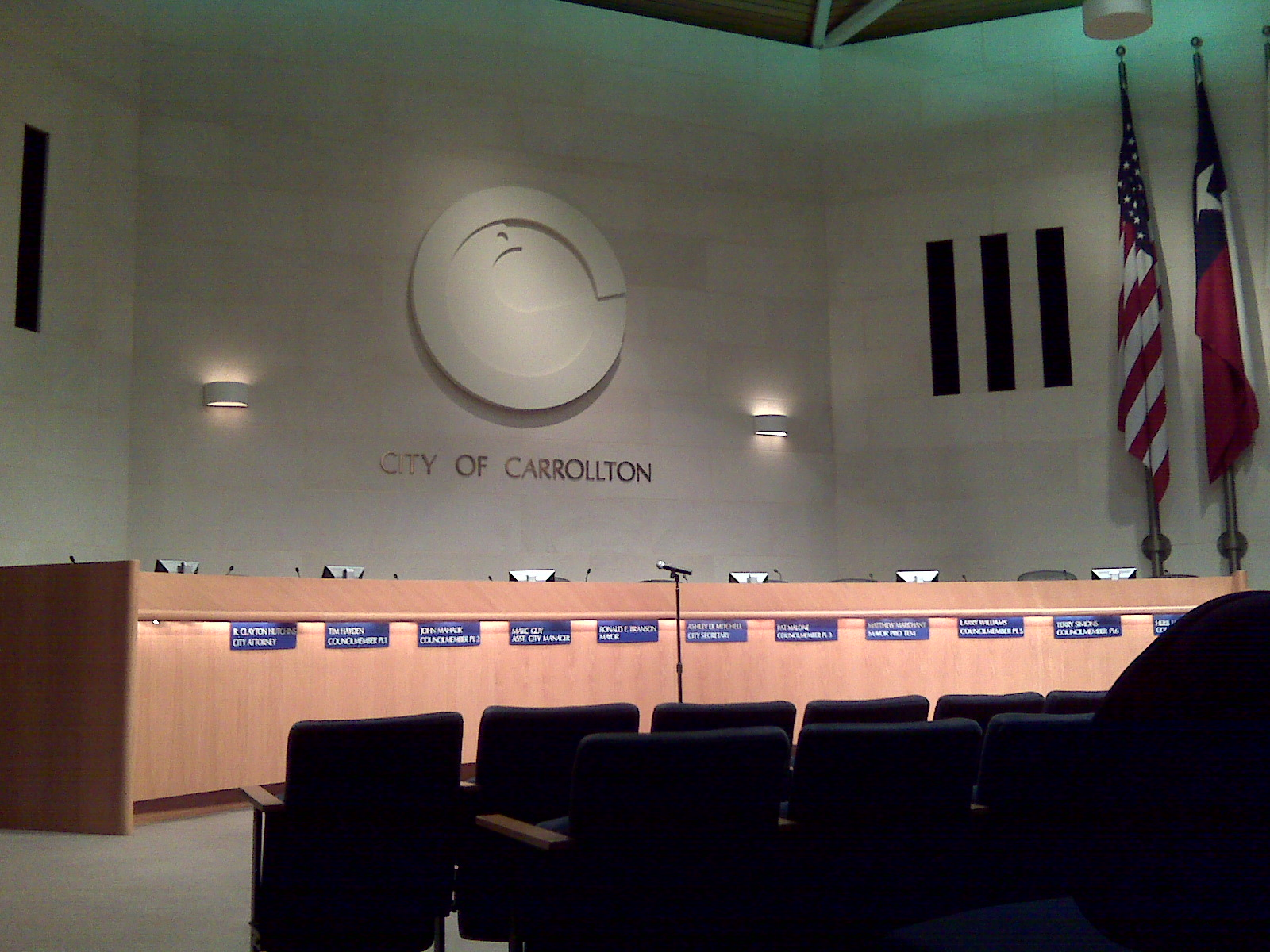
キャロルトン市政委員会会議室

キャロルトン市は7人の委員と1人の市長で構成される市政委員会方式を採用しており、現市長はロン・ブランソンである。市政委員会は市の政策立案、決議案と条例の審議、市の理事会や委員会の代表の指名、包括的計画と年間予算の採択、市内区域分け変更の承認または否決に責任があり、委員会は毎月第1および第3火曜日に開催されている。
キャロルトン市の発行する包括的年間財政報告書に拠れば、市の予算は歳入1億6,400万ドル、歳出1億4,920万ドルとなっており、総資産6億9,320万ドル、総負債2億2,800万ドル、現金と投資額9,650万ドルとなっている。

## 経済
キャロルトン市の発行する包括的年間財政報告書に拠れば、市内の主要雇用主10傑は以下の通りである。
| 順位 | 雇用主                                             | 従業員数 |
| ---- | -------------------------------------------------- | -------- |
| 1    | ST マイクロエレクトロニクス・セミコンダクターズ    | 1,225    |
| 2    | ハリバートン・エナジー・サービシズ                 | 1,200    |
| 3    | マッケソン・コーポレーション                       | 980      |
| 4    | ヒルトン・リザベーションズ・ワールドワイド         | 900      |
| 5    | トリニティ医療センター                             | 750      |
| 6    | リアルページ                                       | 700      |
| 7    | アコーホテルズ・ノースアメリカ                     | 600      |
| 8    | RIA コンピュータ・ソフトウェア                     | 600      |
| 9    | ウェスタン・イクストルージョンズ・コーポレーション | 501      |
| 10   | ジェネラル・アルミニウム・コーポレーション         | 490      |

市内には次の会社が本社を置いている。
- ファストサインズ・インタナショナル
- ヒーリーズ
- ジョカリ
- ウート・ドト・コム
- サムパック・フォード
- ホームインテリアーズ・アンド・ギフト
- アコーホテルズ・ノースアメリカ
- サンディ湖アミューズメントパーク

カールソン・レストランはキャロルトン市内に本社を置いている。
ハリバートンは、キャロルトンのイージーウェルに北アメリカ営業所を置いている.。
STマイクロエレクトロニクスはキャロルトンにアメリカ合衆国地域本社を置いている。この会社は1987年に事務所を開いた。2009年12月、そのアメリカ合衆国地域本社をダラス・フォートワース国際空港に近いコッペルに移転させると発表した。2010年第2四半期に移転を終えた後、キャロルトンの事務所を閉鎖する計画である。

## 教育
キャロルトン市の大半の公共教育はキャロルトン・ファーマーズ支部独立教育学区が管轄している。ダラス独立教育学区が市の南部の小さな部分を、ルイスビル独立教育学区は市の北部を管轄している。
ダラス独立教育学区に管轄されているのはジェリー・R。ジャンキンス小学校、ウォーカー中学校およびW・T・ホワイト高校である。市内には多くの私立学校もある。
市内のテッド・ポルク中学校にはダラス補習授業校が併設されている。

## 著名な出身者と住人
- ヴァニラ・アイス - 本名ロバート・マシュー・ヴァン・ウィンクル、ミュージシャン、R・L・ターナー高校に通った
- デロン・ウィリアムス - NBAバスケットボール選手、ユタ・ジャズ、アーバークリーク中学校に通った
- トラビス・ウィルソン - NFLアメリカンフットボール選手、クリーブランド・ブラウンズ、クリークビュー高校に通った
- ジェイソン・マキシエル - NBAバスケットボール選手、デトロイト・ピストンズ、ニューマン・スミス高校に通った
- テイラー・ティーガーデン - MBAメジャーリーグベースボール選手、テキサス・レンジャーズ、クリークビュー高校に通った[14]
- メリッサ・ライクロフト - 元チアリーダー、リアリティ・テレビ番組の出場者、ニューマン・スミス高校に通った
- レーマ・マーバン - 8歳のゴスペル歌手、映画マシンガン・プリーチャーに出演
- トニー・シンクパルミ - セントアンソニー学校の設立者[15]
- アシュリー・ケイン - 女性フィギュアスケート選手